# Anne Malliet
Anne Malliet (Mechelen, 1957), is een Vlaams architect.
Hiernaast schrijft ze ook regelmatig architectuurartikels voor bijvoorbeeld het “Jaarboek Architectuur Vlaanderen” en “De Standaard”. Op dit moment is ze projectverantwoordelijke bij het Team Vlaams Bouwmeester.

## Studies
Malliet heeft haar opleiding architectuur gevolgd aan het Hoger Architectuur Instituut van het Rijk Antwerpen (vandaag Universiteit Antwerpen). Ze schreef haar scriptie over tektoniek in het werk van Maillart en Gaudi. Ze studeerde af als architect in 1981.  
Haar stage liep ze van 1981 tot 1982 bij architecten Appel, Welslau en Van Hoecke in Antwerpen. Hierbij realiseerde ze verschillende particuliere woningen, verbouwingen en nieuwbouw in samenwerking met architect Jos Verbraeken.  

## Loopbaan
Na haar stage werkte Malliet (van 1983 tot 2001) bij Onroerend erfgoed voor de Vlaamse Overheid. Haar focus lag gedurende deze periode op de bescherming en het beheer van jonge Bouwkunst in de provincie Antwerpen.  
In 1988 begon ze te werken als redactielid bij het tijdschrift: “Monumenten en Landschappen”. Ze schreef hier mee aan verschillende artikels zoals over de restauratie van huis Guiette van Le Corbusier, de gebouwen van Eduard Van Steenbergen en de residentie Elsdonck, ontworpen door Léon Stynen. Ze is tot 2001 blijven werken voor dit tijdschrift.
In 1993 was ze medeauteur van de “Architectuurgids, Antwerpen” met de beschrijving van de 20ste-eeuwse gebouwen.
Tussen 1998 en 2001 werkte ze mee, als redactielid, aan enkele uitgaven van het “Jaarboek Architectuur Vlaanderen”
Van 2007 tot 2014 was ze lid van de welstandscommissie van de Stad Antwerpen.

## Huidige functies
Sinds 2001 is ze lid van het Team van de Vlaamse Bouwmeester.  
Sinds 2004 is ze ook lid van de jury voor de Stadsvernieuwingsprojecten. Ze zetelt hier als vertegenwoordiger van de Vlaamse bouwmeester.

### Team Vlaams Bouwmeester
In 2001 werd ze op vraag van de eerste Vlaamse Bouwmeester Bob Van Reeth gedetacheerd naar het Team van de Vlaamse Bouwmeester. Hier was zij van 2001-2005 verantwoordelijk voor de coördinatie van de Open Oproep. Later van 2005 – 2010 was ze verantwoordelijk voor de initiatieven over scholenbouw. Van 2010 – 2015 was ze projectleider Pilootprojecten. Van 2016-2020 voerde ze verschillende opdrachten uit onder Vlaams Bouwmeester Leo Van Broeck. Sinds 2020 is ze projectverantwoordelijke onder Vlaams Bouwmeester Erik Wieërs.  

### Onderzoek collectieve woonvormen
Malliet heeft ook tal van onderzoeken gedaan naar collectieve woonvormen. In deze woonvorm ziet ze namelijk veel potentieel voor de toekomst van de steden. In haar artikels komt ze daarom vaak terug op de voordelen van collectief wonen. Hieromtrent geeft ze ook verscheidene lezingen.  Malliet deed onder meer verschillende keren onderzoek in het Hunziker Areal te Zürich. Ze is er onder meer in het najaar van 2020 nog geweest met een groep van 50 stakeholders, onder impuls van Cera.
‘Het zit tussen huren en kopen in. Als aandeelhouder breng je een deel van het kapitaal in. Vervolgens huur je tegen een kostprijs, met levenslange woonzekerheid. Er zijn zo’n 250 coöperaties, die ruim 20 procent van de Zürichse woonmarkt bestrijken. De stad trekt dat aandeel nu op tot een derde. Het hele spectrum van de samenleving is coöperant, van sociale huurders tot miljonairs.’
Daarnaast zijn er voor Malliet nog andere redenen waarom men voor collectieve woonvormen moet gaan.
‘Het is betaalbaar en ontzorgd wonen’, zegt Malliet. ‘Je hoeft niet wakker te liggen van een renovatie of een goot die lekt. Bovendien is het heel flexibel. Je verhuist afhankelijk van je gezinssituatie.’

### Scholen van morgen (2005)
Scholen van morgen is opgestart onder het bouwmeesterschap van Marcel Smets en zijn team. In dit project heeft Anne Malliet als projectbegeleiding gezorgd voor het opstarten van een DBFM-formule (Design – Build – Finance – Maintain) om een inhaalbeweging te maken bij het bouwen van scholen. Het behandelde voortrajecten van toekomstige scholen en zorgde voor een efficiëntere aanpak. Het doel was om scholen te realiseren volgens deze formule. Ook werd er nagedacht over lang termijn besteding van de scholen en gekeken, hierbij bleek het herbestemming van het patrimonium ook een belangrijke factor. Van de 182 scholen zijn er 163 nu (2019) in gebruik.

### Projectcoördinator van pilootprojecten collectief wonen
Een project dat inzet op betaalbaar te wonen, met oog voor de toenemende populatie en de afnemende beschikbare plaats. Breken zich af van de trend van de huidige woningbouw, van een individuele woning op eigen kavel naar een gemengde woonomgeving met meer collectiviteit.
Als projectcoördinator van het team van Vlaamse bouwmeester staat zij mee achter een woningbouwcoöperatief model dat betaalbare woningen levert tegen kostprijs. Om deze betaalbaarheid te bereiken wordt er inspiratie gehaald de projecten in Zürich en een collectieve gedachtegang in verband met wonen. Malliet verscheen in de magazine A+ met het artikel “samen woningen bouwen” waarbij ze heel de situatie van woonnood aankaart.